# 许雷 (1948年)
许雷（1948年—），汉族，中华人民共和国政治人物、第十一届全国政协委员。
加入中国民主同盟，担任辽宁盘锦北方农业技术开发有限公司董事长。2008年，当选第十一届全国政协委员，代表农业界，分入第三十八组。